# Quinta Normal
Quinta Normal is een gemeente in de Chileense provincie Santiago in de regio Región Metropolitana. Quinta Normal telde 110.026 inwoners in 2017.
- Library of Congress Control Number: n85015415
- Nationale Bibliotheek van Israël: 987007562208905171
- Virtual International Authority File: 125546783
- WorldCat: E39PBJr7T6wbxytfFjvwrYWFKd